# Пимы
Пи́мы́ (от самоедск. пиуы) — национальная обувь финно-угорских народов и коренных народов Крайнего Севера (коми, саамы, ненцы, ханты, манси и другие) Представляют собой сапоги из шкуры с ног северного оленя (реже — из шкуры со лба оленя), которые изготовлены шерстью наружу. Исторически пимы — обувь оленеводов севера, высотой до бедра и с завязками.
Также слово «пимы» — старое русское название валяной обуви (валенок, катанок, чёсанок и тому подобной). Сохраняется в некоторых областях России (например, на Урале, в Башкирии, в Западной Сибири); так, мастеров по производству валенков называют пимокатами.

## История пимов у народа коми
По этнографическим данным, традиционная зимняя обувь народа коми (севернее Печоры) была из оленьего меха. Это были «тӧбӧки» (или иначе «тобоки») — сапоги с голенищем высотой около 40 см из оленьего меха ворсом наружу, к тобокам прикреплены ремешки, при помощи которых их удерживают на ноге. А также пимы (иначе «пими») — такие же сапоги из оленьего меха ворсом наружу, но с голенищем выше колена, около 70—75 см. Направлен ворс камуса всегда вниз, благодаря этому мокрый снег и вода стекает с меха. Подошву пришивают из щёток (шкура между копытами ног оленя). Делается это для того, чтобы снег не прилипал к подошве, поскольку волос на щётке жёсткий. Спереди пимы украшают кусочками меха другого цвета и отделывают разноцветным сукном.
Женские пимы отличались от мужских более короткими голенищами и лучшей отделкой.

## Современные пимы
Современные пимы обычно шьются высотой до колена. По-прежнему делятся на мужские и женские, которые часто имеют значительные различия в отделке. Современные пимы могут быть украшены не только традиционными узорами, но и бисером, вышивкой.  В России такую обувь используют коренные народы Архангельской области, Ненецкого автономного округа, Пермского края, Ямало-Ненецкого автономного окруна, Республики Коми и других северных регионов.

## Отличие пимов от другой традиционной зимней обуви
От валенок пимы отличаются материалом, из которого изготовлены. Валенки изготавливаются из валяной шерсти, а пимы — из меха.
От унт пимы также отличаются материалом. Пимы должны быть сшиты только из оленьего меха ворсом наружу, унты же могут быть изготовлены из любого меха.
От кис («кыс»), которые также представляют собой обувь оленеводов севера, изготовленной из оленьего камуса, пимы отличаются тем, что кисы носились весной или осенью, а пимы — зимой. Кисы были высотой около 20 см, причём само голенище шилось из сукна или кожи, а из меха была выполнена только головка.

## Изготовление пим
Пимы традиционно шьют вручную из камуса — шкуры, снятой с ног северного оленя.
Оленьи камусы, прежде чем превратиться в обувь, проходят множество стадий обработки. Их растягивают, замораживают, замачивают, сушат, мнут, держат в опилочной смеси.
Для одной пары пимов используют от 8 до 13 камусов. Камусы для пимов выделываются, подбираются по цвету.
В процессе создания пимов шкурки оленя тщательно подготавливаются и разбираются задолго до начала сезона пошива тёплой обуви. Для пошива используют мех тёмного и белого цветов, который складывают ворсом внутрь. После того как будущая модель пимов раскроена, мех сшивают с изнанки, а затем и выворачивают. Самыми дорогими и востребованными считаются белые и серые пимы.
У народа коми для украшения пимов используется простой древний орнамент, который носит название «оленья голова» или «рога оленя». Чаще всего такой орнамент наносят на пимы для женщин, поскольку считается, что такой узор будет служить оберегом для своего владельца. Узоры на пимах делаются для красоты. Для пошива узоров используют различные материалы — например, сукно, кусочки камусов и даже бисер.
Покрой женских пимов несколько отличается от покроя мужских: передняя полоса камуса гораздо уже и заканчивается узким мыском, не доходя до носка. Узор делается также значительно ниже — на самом мыске, что может быть связано с тем, что женская одежда длиннее мужской, а потому узор, будь он выше, был бы не виден.